# Хайдер, Йорг
Йорг Ха́йдер (нем. Jörg Haider, 26 января 1950, Бад-Гойзерн, Верхняя Австрия — 11 октября 2008, Ламбихль, Кёттманнсдорф, Австрия) — праворадикальный австрийский политик, националист, многолетний лидер Австрийской партии свободы, в 2005 основатель политической партии Альянс за будущее Австрии, в 1989—1991 и с 1999 до смерти в 2008 — избранный губернатор Каринтии.

## Происхождение
Отец Хайдера, простой сапожник Роберт Хайдер, вступил в НСДАП в 1929 году в возрасте 15 лет и оставался верным нацизму в период австрофашизма (1934—1938), когда партия Адольфа Гитлера была официально запрещена. В 1933 году он бежал в Германию и вернулся в Австрию в ходе неудавшегося нацистского путча в июле 1934 г. После ареста и высылки в Германию Роберт Хайдер вступил в Австрийский легион СА, отслужил два года в вермахте и вновь вернулся в Австрию после аншлюса. С 1940 — строевой офицер, воевал на Восточном и Западном фронтах, в конце войны был списан в запас после ранений.
Мать, Доротея Рупп — учитель по образованию, дочь главного врача больницы в Линце, также была членом НСДАП. Родители поженились в 1945 г., незадолго до поражения Германии, в тот же год родилась старшая дочь Урсула (в замужестве Хаубнер, также политик, бывший заместитель Хайдера в «Альянсе за будущее Австрии»).
Послевоенный процесс денацификации в целом обошел семью стороной (некоторое время Доротее Хайдер была запрещена работа по специальности). Семья жила небогато, однако дальние родственники Хайдеров владели поместьем Беренталь в Каринтии, выкупленным при Гитлере у итальянских евреев. Хайдер унаследовал его в 1983 году, сегодня Беренталь оценивается в 15 миллионов долларов. О настроениях будущего политика может свидетельствовать такой факт: когда в детстве Хайдер занимался фехтованием, куклу, на которой он отрабатывал удары, он назвал Симон Визенталь.

## Образование
Йорг Хайдер окончил школу в Бад-Ишле (Зальцкаммергут) с отличием и в 1968—1973 получил юридическое образование в Венском университете, где входил в националистические студенческие объединения.
В 1970—1974, ещё студентом, Хайдер возглавил молодёжное крыло Австрийской партии свободы (АПС).
После девяти месяцев обязательной военной службы добровольно отслужил ещё один годовой срок.

## Начало карьеры
Отслужив, Хайдер вернулся к партийной деятельности и совершил молниеносную карьеру, став в 1976 году секретарём регионального отделения в Каринтии. В возрасте 29 лет он стал самым молодым из 183 членов австрийского федерального парламента, избираемого по партийным спискам (в те времена, АПС собирала на выборах не более 5 % — 6 % голосов). В начале восьмидесятых Хайдер, уверенно критикуя лидеров АПС за альянсы с социал-демократами, поднялся до уровня руководителя регионального отделения. В сентябре 1986 на съезде АПС Хайдер был избран федеральным руководителем партии, опередив вице-канцлера Норберта Штегера.

## Политическая деятельность в Каринтии
Вплоть до 1989 года, на выборах в Каринтии доминировала Социал-демократическая партия Австрии. В 1989 году её доля на выборах упала ниже 50 %, и власть в регионе перешла к временному союзу АПС и Австрийской народной партии (АНП).
При разделе портфелей Хайдер был избран губернатором Каринтии. Однако в 1991 году ему пришлось подать в отставку, в связи с заявлением о том, что «в Третьем рейхе была достойная политика трудоустройства, то, чего неспособно родить нынешнее правительство в Вене». Контактировал с лидером австрийских неонацистов, основателем НДП Норбертом Бургером. Альянс АПС—АНП развалился, и Хайдер смог вернуться на губернаторский пост только в 1999 году, когда его партия достигла 42 % на региональных выборах.

## Политическая деятельность в Австрийской партии свободы
Под руководством Хайдера АПС заняла крайне правый сектор политической жизни, провозглашая такие националистические ценности, как прекращение иммиграции и отказ от вступления в Европейский союз.
Хайдер сумел сломить внутренние противоречия в партии, став единоличным лидером некогда раздробленного движения. Он привлёк на свою сторону и сторонников запрещённой нацистской партии, и либеральный протестный электорат, ранее голосовавший за социал-демократов и АНП.
Новая линия приобрела массовую поддержку, и доля АПС на федеральных выборах выросла с 5 % в 1986 до 27 % в 1999 году.
В эти годы в обществе наросло возмущение застоем, вследствие так называемой пропорциональной системы назначений (нем. Proporz), при которой признанные политические меньшинства имели право на место в исполнительной власти, а должности среднего уровня закреплялись за их представителями на десятилетия. Все недовольные «большой коалицией» АНП и СДПА собирались под крылом партии Хайдера.

## Коалиция 2000 года и международный бойкот
Европейские политики и пресса считали Хайдера популистом-выскочкой, недостойным выхода в большую политику, а его взгляды — несовместимыми с принципами устройства Евросоюза. Поэтому, когда после значительного успеха на выборах 3 октября 1999 лидер АНП Вольфганг Шюссель и получивший второе место Хайдер 4 февраля 2000 года объявили о своём союзе и создании правительственной коалиции АНП—АПС, 
Австрия моментально стала изгоем внутри Европы. 14 стран ЕС резко сократили сотрудничество с ней. С их точки зрения, произошло недопустимое — в Европе рухнул негласный санитарный кордон, не допускавший в большую политику радикальных националистов.
Изоляция Австрии не принесла пользы ни ей, ни противникам Хайдера. После 7 месяцев бойкот был снят, а сам Хайдер сложил с себя формальный титул лидера АПС в пользу Сюзанны Рисс-Пассер (при этом оставаясь реальным лидером партии).

## Раскол 2002—2005 года
В сентябре 2002, на совещании в Книттенфельде, оппозиционные члены АПС совершили внутрипартийный переворот. Рисс-Пассер, не присутствовавшая на совещании, министр финансов Грассер и глава парламентской фракции АНП Вестенхалер подали в отставку — и с партийных, и с государственных постов. Парламентский кризис потребовал внеочередных федеральных выборов в ноябре 2002. На этих выборах АНП Шюсселя разгромила АПС, переманив более половины хайдеровского электората (доля АПС сократилась с 27 до 10 %). Попытка Хайдера вновь стать лидером партии провалилась, и с тех пор АПС уже никогда не возвращалась на уровень популярности девяностых годов. Однако на региональных выборах в Каринтии она остаётся сильной по сей день (2004 — 42 %).
Провалы усилили брожение внутри АПС, и в 2005 Хайдер, Урсула Хаубнер, вице-канцлер Хуберт Горбах и их сторонники вышли из АПС, образовав новую партию — Альянс за будущее Австрии.
Оставаясь в коалиции с Австрийской народной партией, Альянс стал непримиримым врагом АПС. Обе партии в итоге растеряли голоса, и на федеральных выборах 2006 года новая партия Хайдера едва перевалила за 4 % порог.
Политическая программа Альянса базируется на популистских требованиях консервации «старой Европы» (отказ от равных прав для новых стран-членов ЕС), ограничения иммиграции, поддержку местного сельского хозяйства (вплоть до национализации), введение плоской шкалы подоходного налога и налога на валютные спекуляции.

## 2008
Правые, Партия свободы (Австрия) и Альянс за будущее Австрии — набрали вместе 29 % голосов.
Представители правых партий составят треть парламента Австрии. После смерти Йорга Хайдера его преемником на посту лидера Альянса стал Штефан Петцнер. 22 октября 2008 года Петцнер сделал заявление, которое могло быть истолковано в том смысле, что он был любовником Хайдера и что жена Хайдера Клаудия знала об их интимных отношениях. Вскоре после этого Петцнер был отстранён от руководства партией, фактическим главой которой он был в течение недели.

## Аутинг
Весной 2000 года Хайдер подвергнулся аутингу — австрийская и немецкая пресса распространила сведения о его гомосексуальных контактах. В частности, пресса сообщала, что Хайдер имеет регулярные интимные отношения с юношами, чей возраст даже ниже порога согласия (на тот момент возраст согласия для гомосексуальных контактов в Австрии составлял 18 лет — см. Права ЛГБТ в Австрии), и с этой целью часто бывает в Словакии, где возраст согласия — 15 лет. Представители крупнейшей ЛГБТ-организации Австрии HOSI заявили, что располагали сведениями о гомосексуальности Хайдера уже около десяти лет.

## Гибель
Погиб в результате дорожно-транспортной аварии недалеко от Клагенфурта. Служебный автомобиль Хайдера Фольксваген Фаэтон по не установленной пока причине вылетел с трассы. Как сообщили представители местной полиции, машина перевернулась несколько раз, политик получил тяжёлые травмы головы и грудной клетки и по дороге в больницу скончался.
Согласно сообщениям австрийских СМИ, подтверждённым впоследствии государственным прокурором и пресс-секретарём самого Хайдера, политик ехал на скорости 142 км/час на день рождения матери в состоянии алкогольного опьянения — в его крови было обнаружено содержание 1,8 промилле алкоголя, почти в четыре раза превышающее норму в 0,5 промилле.
Отпевание состоялось в главном соборе Клагенфурта. Присутствовали: вдова Клаудия и дочери: Ульрике и Корнелия, родные и близкие Хайдера, кроме того, федеральный канцлер Альфред Гузенбауэр, вице-канцлер, министр финансов Вильгельм Мольтерер, экс-канцлер Вольфганг Шюссель и другие известные политики Австрии. Всего в траурной церемонии приняли участие около 25 000 человек.